# Jules Doinel
Jules Doinel (Jules-Benoît Stanislas Doinel du Val-Michel) (1842-1902) era un escritor y ocultista francés. Fue el fundador en 1890 de la Iglesia gnóstica universal. Sus seudónimos son Jean Kostka, Nova-lis, Kostka de Borgia, Jules-Stanislas Doinel, Jules-Stany Doinel y Jules Doinel du Val-Michel.

## Biografía
Después de ser recibido masón en el Gran Oriente de Francia en 1884, fue nombrado maestro en 1886 y se convirtió en un antimasón en los años 1890, publicando un libro antimasónico, Lucifer démasqué dónde denunciaba enlaces entre el satanismo y la masonería.